# Lucy Kemp-Welch
Lucy Kemp-Welch (née à Poole dans le comté du Dorset le 20 juin 1869, décédée en 1958)  est une artiste britannique spécialisée dans la peinture de chevaux au travail. Elle a aussi illustré le best-seller d'Anna Sewell, Black Beauty. Nombre de ses œuvres sont exposées depuis 1975 au Messum's Fine Art, à Londres.

## Une jeune artiste douée
Lucy Kemp-Welch a passé une grande partie de son enfance à Bournemouth. Elle a très tôt excellé dans le dessin. Elle a tenu sa première exposition à seulement 14 ans, encouragée par sa mère. À 19 ans, elle entre à l'école Herkomer, fondée par le peintre Hubert von Herkomer à Bushey. Elle commence à peindre en extérieur, et réalise de nombreuses esquisses. Elle est l'une des meilleurs élèves de Herkomer et peut rapidement s’installer dans son propre studio, situé dans une ancienne auberge du nom de Kingsley. En 1905, elle prend la direction de l'école, succédant à Herkomer. Elle restera à sa tête jusqu'en 1926, date à laquelle elle passe plusieurs été à peindre les chevaux du cirque Sanger.

## Une œuvre tournée essentiellement vers la représentation de chevaux
Une grande partie de ses œuvres sont exposées au musée de Bushey, dans le comté de Hertfordshire, là où elle a passé la majeure partie de sa vie. Elle a peint en particulier de grands tableaux de poneys Exmoor sauvages, de poneys galopant lors des matchs de polo, ou encore un canot de sauvetage tracté par un cheval dans une mer déchainée, des chevaux tirant de lourds fardeaux de troncs d'arbres et des chevaux travaillant dur en fin de journée.
Son intérêt pour les chevaux la pousse à peindre aussi deux scènes de la guerre des Boers : In Sighti: Lord Dundonald's dash on Ladysmith, aujourd'hui conservée au Royal Albert Memorial Museum à Exeter, et Sons of the City, dans une collection privée. Son œuvre la plus célèbre est Colt-Hunting in the New Forest (1897), achetée pour la collection Chantrey pour 500 guinées. Elle est conservée actuellement à la Tate, à Londres.  
Elle a également peint d'autres animaux ainsi que des fleurs et des paysages.

## Principales expositions et distinctions

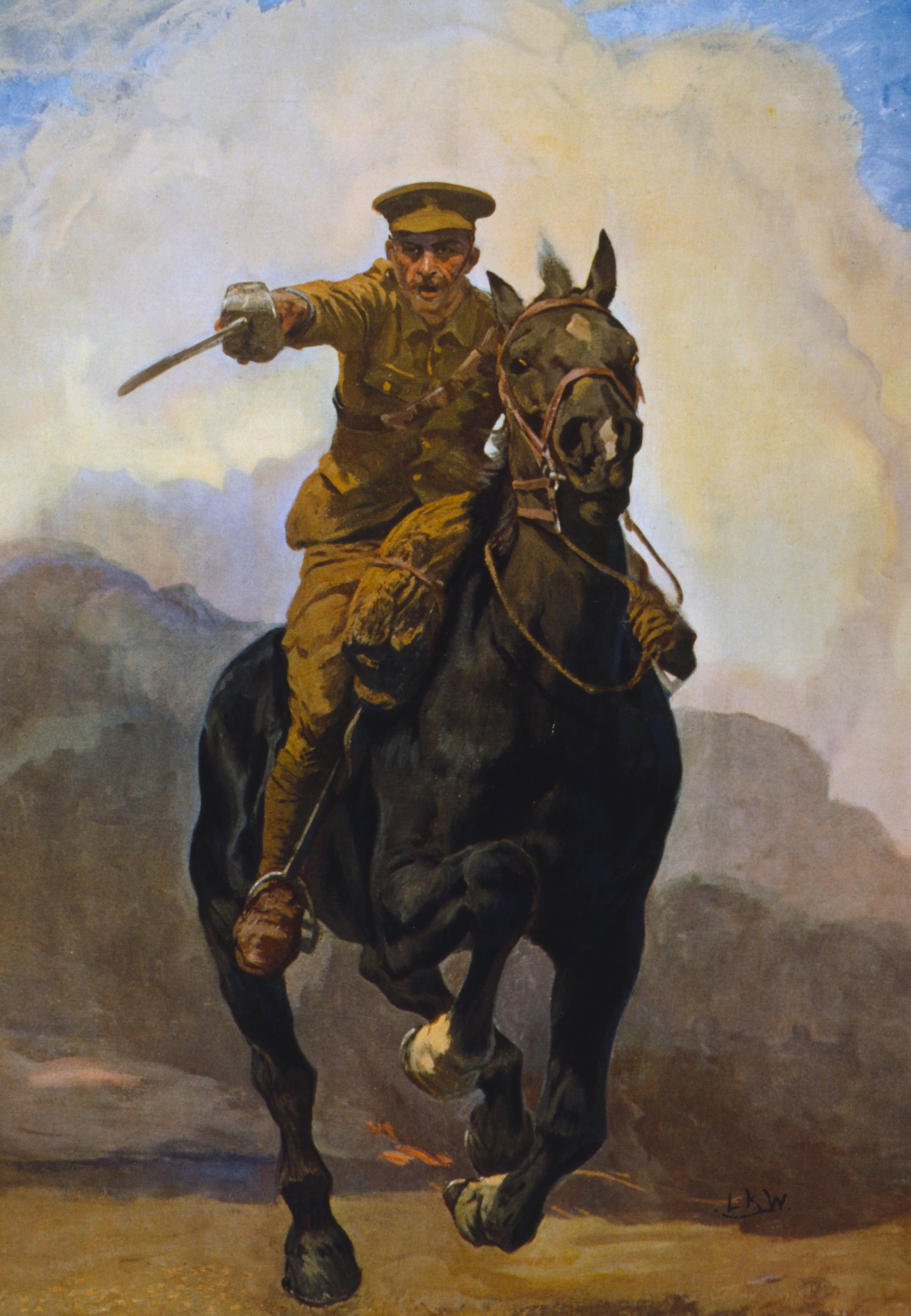
Illustration pour Forward! Forward to Victory Enlist Now (1914)

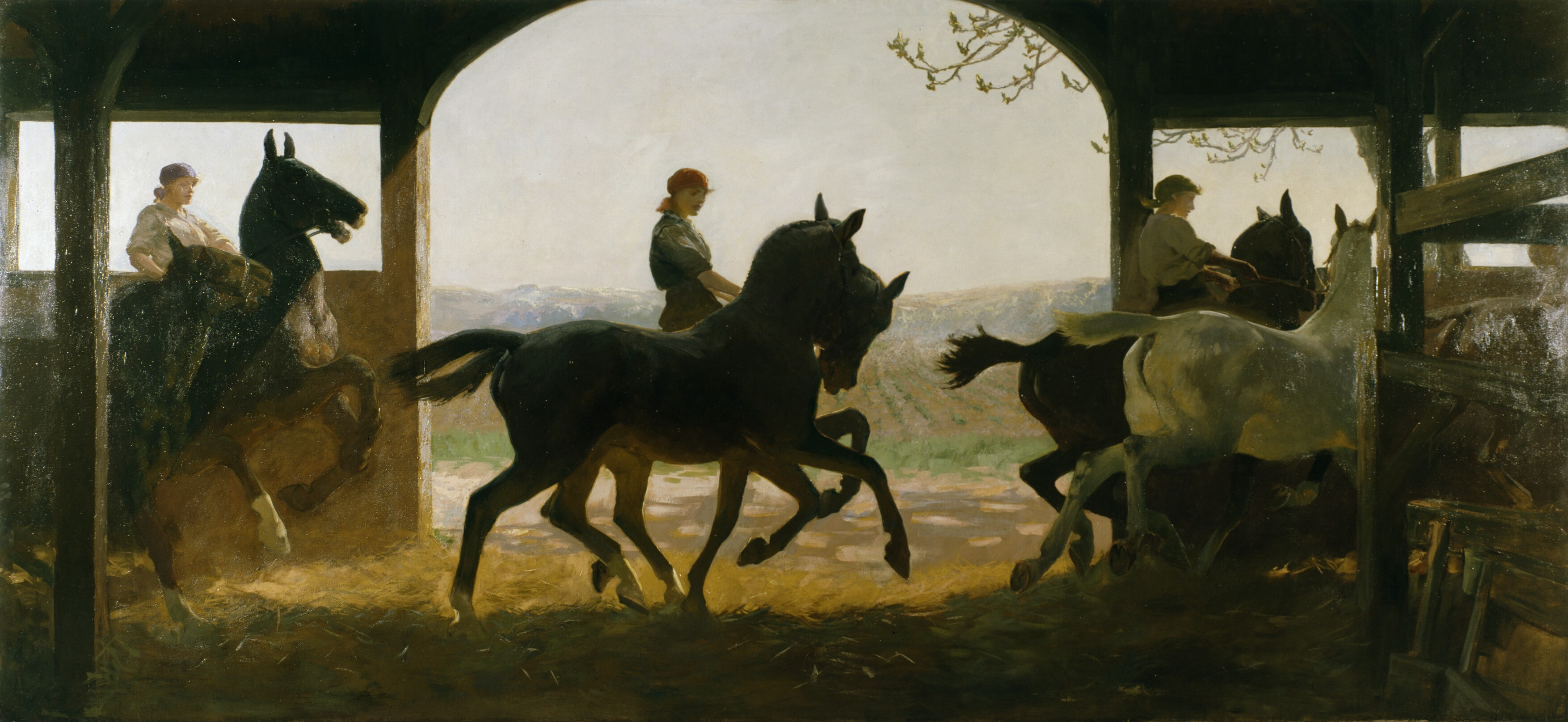
The Straw Ride- Russley Park Remount Dep't, Wiltshire (Art.IWM ART3160)

Lucy Kemp-Welch fut la première Présidente de la Société des peintres animaliers (Society of Animal Painters) en 1914, un poste non négligeable pour une femme à cette époque. Elle a aussi été membre de la Pastel Society à partir de 1917 et de la Royal and British Colonial Society à partir de 1920. En 1921, elle expose au Salon de Paris et reçoit une médaille de bronze. L'année suivante, elle est récompensée par une médaille d'argent. Une exposition consacrée uniquement à ses œuvres sera présentée en 1938 à Londres. Ses œuvres sont réparties dans de nombreuses collections publiques au Royaume-Uni (musée de Buchey...), en Afrique du Sud, en Australie et en Nouvelle-Zélande.